# Ricardo Tormo
Ricardo Tormo Blaya (Canals, 7 september 1952 - Valencia, 27 december 1998) was een Spaans motorcoureur. Hij werd tweevoudig wereldkampioen in de 50cc-klasse.
Ricardo Tormo werd geboren in het dorpje Alacor in de gemeente Canals (Valencia). Toen hij acht jaar oud was verhuisde de familie naar het centrum van Canals. Ricardo ging tot zijn veertiende naar school en ging daarna werken als monteur. Hij begon in 1971 met motorracen. 

## Carrière

### 1971: Derbi
In zijn debuutjaar 1971 werd Tormo Spaans juniorenkampioen in de 75cc-klasse met een Derbi.

### 1972: Ossa
In 1972 werd hij Spaans juniorenkampioen in de 250cc-klasse met een Ossa.

### 1973: Derbi
Ricardo Tormo debuteerde in het seizoen 1973 in het wereldkampioenschap wegrace, in zijn thuisrace, de Spaanse Grand Prix met een 50cc-Derbi. Hij finishte als tiende en scoorde daarmee zijn eerste WK-punt. In de eindstand werd hij daarmee 28e. 

### 1974: Ossa en Derbi
Het seizoen 1974 was minder succesvol. In het Spaanse 250cc-seniorenkampioenschap eindigde hij met zijn Ossa als vierde. Met een Derbi werd hij ook in de 50cc-klasse vierde. Samen met Jaime Alguersuari nam hij met een 400cc-Ossa deel aan de 24 uur van Barcelona. 

### 1975: Kreidler
In het WK-seizoen 1975 reed hij ook uitsluitend in de GP van Spanje, dit keer op een 50cc-Kreidler. Hij werd slechts twaalfde en scoorde geen punten. Aan het einde van het seizoen kwam hij ten val tijdens een race in Guadalajara, waarbij hij een gecompliceerde beenbreuk opliep enige tijd in het ziekenhuis lag. 

### 1976: Kreidler
In het seizoen 1976 zou Bultaco aantreden met de nieuwe, door Jan Thiel en Martin Mijwaart ontwikkelde machines, met Ángel Nieto en Ricardo Tormo als rijders. Thiel en Mijwaart hadden hun sporen verdiend met hun eigen merk Jamathi en later bij het Italiaanse Piovaticci. Thiel en Mijwaart hadden echter moeite om de machines op tijd klaar te krijgen. Bovendien vond Tormo zelf dat hij nog niet klaar was voor een WK-seizoen vanwege zijn nog niet helemaal herstelde beenbreuk. Daarom bleef hij, met sponsoring van de T-shirt-fabriek Ferrys, in het Spaans kampioenschap rijden met een Kreidler. Hij startte wel in de Spaanse GP. Hij finishte als zesde, minder dan een seconde achter de fabrieks-Van Veen-Kreidler van Julien van Zeebroeck. In de WK-eindstand eindigde hij als 19e. In het Spaans 50cc-kampioenschap werd hij tweede achter Nieto.

### 1977, Bultaco

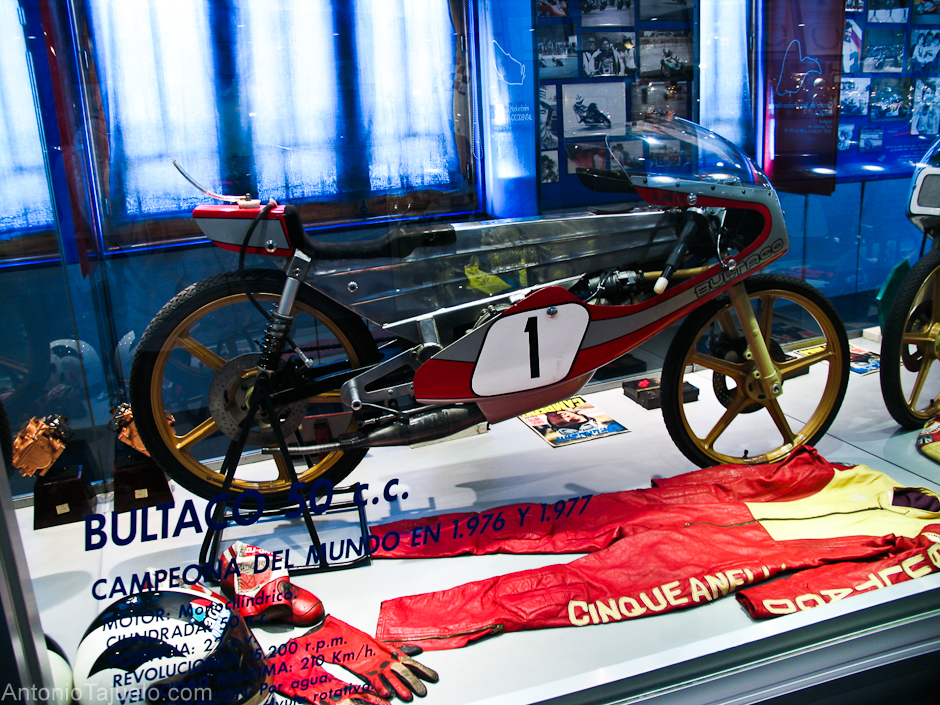
Door tijdgebrek moest de 50cc-Bultaco uit 1976 ook in 1977 worden gebruikt.

In het seizoen 1977 kreeg Tormo zijn plaats als fabrieksrijder voor Bultaco op. Het team begon het seizoen dan met de 1976-versie van de 50cc-Bultaco. Tormo werd de teamgenoot van Ángel Nieto, waardoor meteen duidelijk was dat hij als tweede en ondersteunende rijder zou fungeren. Nieto was op dat moment immers al zevenvoudig wereldkampioen. In de eerste race, de Duitse Grand Prix, werd Tormo slechts elfde. In de GP des Nations werd Tormo echter tweede met een flinke voorsprong op Nieto. De GP van Spanje was de thuisrace, zowel voor Nieto als voor Tormo. Nieto won echter voor Eugenio Lazzarini (Van Veen-Kreidler) en Ricardo Tormo. In de GP van Joegoslavië werd Tormo tweede achter Nieto. Tormo had Ulrich Graf ingehaald, die korte tijd later bij een val het leven verloor. Ook in de TT van Assen werd Tormo tweede achter Nieto, nu met de 1977-versie van de Bultaco. In de GP van België zette Van Veen alles op alles om Eugenio Lazzarini te helpen. Daarom kregen naast Lazzarini en Herbert Rittberger ook Stefan Dörflinger en Julien van Zeebroeck de snelle Van Veen-blokjes. Het werkte; Lazzarini won voor Rittberger, Nieto en Tormo, maar de wereldtitel kon Nieto bijna niet meer ontgaan. Dat het tijdens de GP van Zweden regende het en dat kwam Tormo goed uit. Hij reed de snelste ronde en won de race. Nieto had voor zijn wereldtitel genoeg aan het volgen van Lazzarini, maar finishte als tweede. In de Finse Grand Prix beproefde Tormo voor het eerst zijn kunsten op een 125cc-Bultaco, maar hij viel net als Nieto uit. Tormo sloot het 50cc-seizoen af als derde achter Nieto en Lazzarini.

### 1978: Bultaco, eerste wereldtitel
Ángel Nieto wedde in 1978 op het verkeerde paard. Hij liet de 50cc-klasse voor wat ze was en concentreerde zich op de 125cc-klasse. Nu hoefde Ricardo Tormo geen hand- en spandiensten meer te verlenen en terwijl Nieto's 125cc-Bultaco zo slecht was dat hij halverwege het seizoen overstapte op een Minarelli, kon Tormo oogsten in de 50cc-klasse. In de Spaanse GP moest hij Eugenio Lazzarini (Van Veen-Kreidler) nog voor laten, maar in de GP des Nations startte diens Kreidler zo slecht dat hij slechts als 21e finishte, terwijl Tormo de race won. Lazzarini won de TT van Assen, waar Tormo tweede werd, maar de volgende vier GP's (België, Duitsland, Tsjecho-Slowakije en Joegoslavië) werden door Tormo gewonnen. Lazzarini had aan het einde van het seizoen 64 punten, Tormo had er 99 en was wereldkampioen. 

### 1979: Bultaco
Nu Ángel Nieto definitief naar Minarelli was vertrokken, was Ricardo Tormo de enig overgebleven fabrieksrijder voor Bultaco. Hij zou in de 50- en in de 125cc-klasse starten. Maar motorpech en blessures maakten het tot een mislukt seizoen. Tijdens de trainingen voor de GP des Nations brak hij een vinger, waardoor hij niet kon starten en ook de Spaanse GP moest overslaan. Hoewel nog niet genezen startte hij wel in de Joegoslavische Grand Prix, waar hij in de 125cc-race viel en in de 50cc-race door een fout van een collega ten val kwam. Met een ronde achterstand hervatte hij die race en hij werd alsnog vijfde. Tijdens de TT van Assen ging het redelijk, met een tweede plaats in de 125cc-klasse, maar in de 50cc-race viel hij uit door een defecte motor. Zijn enige overwinning van het seizoen haalde hij in de 125cc-race van de Finse Grand Prix en dat was te danken aan het feit dat hij een behoorlijke regenrijder was. In de 125cc-race van de Franse GP werd hij tweede nadat Nieto gevallen was, maar in de 50cc-race ging zijn motor weer stuk. 

### 1980: Van Veen-Kreidler en MBA
Voor het seizoen 1980 betaalde de Spaanse motorsportbond 60.000 gulden aan Van Veen om Ricardo Tormo in het team op te nemen. Dat betekende dat Eugenio Lazzarini mocht vertrekken. Van Veen besloot wel om het team aan te vullen met Stefan Dörflinger om steun te verlenen aan Tormo. Tormo zou op privébasis ook met een 125cc-MBA rijden. Tijdens de GP des Nations was Dörflinger nog slechts "gastrijder" voor Van Veen, maar hij finishte de 50cc-race na een val toch nog als vijfde, terwijl Tormo door een defecte versnellingsbak was uitgevallen. Tijdens de 50cc-Grand Prix van Spanje werd Dörflinger tweede, Tormo slechts vijfde. Inmiddels had Lazzarini met zijn semi-zelfbouw Iprem-Kreidler al twee overwinningen geboekt. Tijdens de 50cc-GP van Joegoslavië won Tormo, terwijl Dörflinger tweede werd en Lazzarini derde. Tijdens de TT van Assen was Dörflinger inmiddels volwaardig lid van het Van Veen-team. Bovendien reed Hans Spaan mee, die een Van Veen-Kreidler had voor het Nederlands Kampioenschap, maar vanzelfsprekend aan zijn thuisrace mocht deelnemen. Dörflinger stond er in het WK intussen beter voor dan Tormo, maar moest in diens dienst rijden. Tormo nam de leiding in de race, terwijl Dörflinger tweede was en Lazzarini tijd verloor in zijn gevecht met Spaan. Maar de motor van Tormo liep niet optimaal en Dörflinger nam de leiding over en nam Tormo in zijn slipstream mee. Zo kon Tormo de race winnen, Dörflinger tweede worden en Lazzarini slechts derde. Hier verloor Dörflinger echter kostbare punten in zijn strijd met Lazzarini. Tijdens de Belgische GP zocht Tormo al na één ronde de pit op met een lege accu. Nu had Dörflinger vrij spel en hij won de race voor Lazzarini. Dörflinger had nog slechts vijf punten achterstand op Lazzarini, Tormo had 25 punten achterstand. Vanaf dat moment werd Dörflinger eerste rijder bij het team en de kansloze Tormo moest in zijn dienst rijden. De opdracht voor de Duitse GP was simpel: Dörflinger moest winnen en Tormo moest Lazzarini van de tweede plaats afhouden. Tormo startte van poleposition, maar viel al in de eerste ronde, naar eigen zeggen omdat hij zich te veel concentreerde op de achter hem rijdende Dörflinger. Hans-Jürgen Hummel reed nu voorop, maar wist dat zijn Kreidler-productieracer te traag was om dat vol te houden. Hij wenkte Dörflinger naar voren, met het idee om in diens slipstream te volgen. Dat begreep Dörflinger echter niet. Hümmel kwam ten val doordat hij steeds achterom keek, maar kon snel weer op zijn machine springen. Dörflinger won de race, maar Lazzarini had aan zijn tweede plaats genoeg om wereldkampioen te worden met slechts twee punten voorsprong op Dörflinger. Tormo sloot het seizoen af als vierde. In de 125cc-klasse eindigde hij als twaalfde. 

### 1981: Bultaco en Sanvenero, tweede wereldtitel

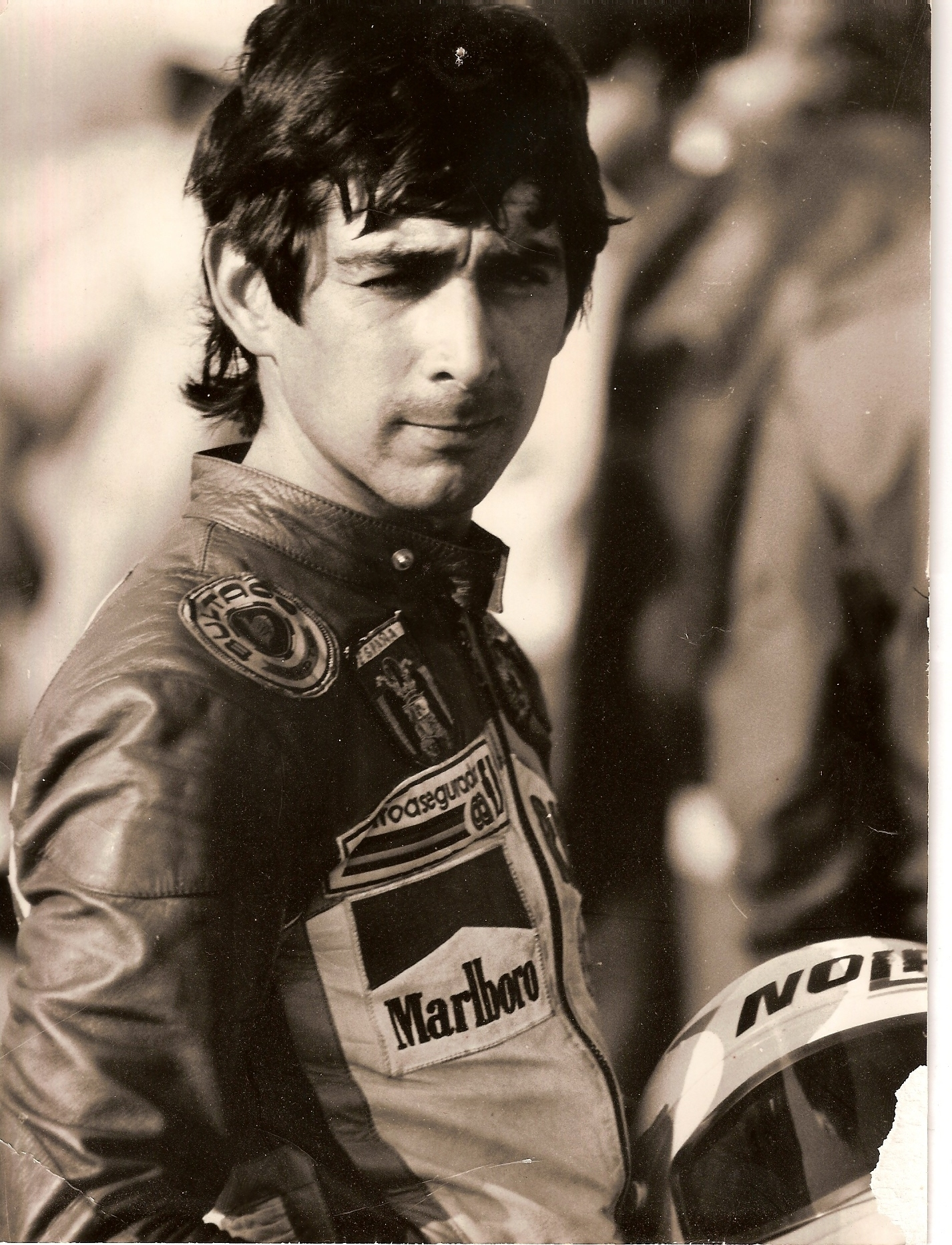
Tormo na zijn overwinning in de TT van Assen

Het was wellicht niet vreemd dat na het mislukte 1980-seizoen Van Veen voor het seizoen 1981 koos voor Stefan Dörflinger. Tormo moest dus op zoek naar een alternatief. Dat vond hij voor de 50cc-klasse in de oude Bultaco uit 1978 en voor de 125cc-klasse bij Sanvenero, dat een 125cc-racer had gebouwd voor Pier Paolo Bianchi, die na een meningsverschil besloot met een MBA te rijden. Met deze 125cc-machine konden Tormo en Guy Bertin nu rijden. Sanvenero had grote plannen met zijn motorfietsen, en hij stuurde zijn rijders dan ook naar de Argentijnse Grand Prix, waar Bertin uitviel en Tormo slechts twaalfde werd. Tormo ging niet naar de GP van Oostenrijk en viel zowel met de Sanvenero als de Bultaco uit in de Duitse Grand Prix. Toen zag de Bultaco er nog vrij onverzorgd uit. Maar tijdens de Nations Grand Prix leidde Tormo bijna de hele 50cc-race, kort gevolgd door Stefan Dörflinger (Van Veen-Kreidler), die hij met minder dan een halve seconde wist te verslaan. Tormo concentreerde zich vanaf dat moment vooral op de 50cc-klasse. Hij won ook de Spaanse Grand Prix en de GP van Joegoslavië. Hij had nu nog zes punten achterstand op Dörflinger. Maar in de TT van Assen, gewonnen door Tormo, viel Dörflinger waarbij hij een pols brak. Tormo had nu negen punten voorsprong, maar de kans dat Dörflinger dat nog zou kunnen inhalen was slechts theoretisch. Tormo scoorde met een achtste plaats hier ook zijn eerste punten voor Sanvenero. Toen Dörflinger niet verscheen voor de GP van België was Tormo bijna zeker van de wereldtitel. Hij won de 50cc-race en was daardoor voor de tweede keer wereldkampioen. Vanaf dat moment startte hij ook weer vaker met de 125cc-Sanvenero. In de GP van San Marino werd hij er vierde mee, hij won de 50cc-race. Met de Sanvenero scoorde hij nog een negende plaats in de Britse Grand Prix en een vierde plaats in de Grand Prix van Finland. Hier startte hij voor het eerst ook in de 250cc-klasse met een zelfgebouwde machine met Bartol-blok, maar hij viel uit door remproblemen. In de natte GP van Zweden ging het goed met de Sanvenero's; Tormo won voor teamgenoot Bertin. Tormo sloot het 125cc-seizoen af als achtste, Guy Bertin als zesde. 

### 1982: Bultaco en Sanvenero
In het seizoen 1982 bleef Tormo bij Sanvenero, maar hij hield ook zijn 50cc-Bultaco aan. Pier Paolo Bianchi vulde het Sanvenero-team aan nu Guy Bertin - zonder succes - met de 500cc-Sanvenero reed. In de Argentijnse Grand Prix ging het tamelijk goed met de Sanvenero's. Tormo reed de snelste ronde en werd tweede, Bianchi werd zesde en de Argentijn Hugo Vignetti werd zevende. In de Oostenrijkse Grand Prix kwam Tormo ten val, maar Bianchi werd derde. De Franse GP werd door de meeste toprijders geboycot omdat ze het Circuit van Nogaro ongeschikt vonden. Ook Tormo en Bianchi namen aan die boycot deel. Al tijdens de trainingen voor de Spaanse Grand Prix raakten veel rijders geblesseerd, waaronder Ricardo Tormo, die een pink brak maar toch kon starten. Hier werd de eerste 50cc-race van het seizoen gereden, maar Tormo viel uit door een gebroken drijfstang. In de 125cc-race finishte hij als achtste. In de Nations Grand Prix leek het er lang op dat Sanvenero met Bianchi, Tormo en Vignetti goede zaken ging doen, maar Vignetti en Tormo vielen beiden uit met motorpech. In de 50cc-race werd Tormo tweede achter Stefan Dörflinger (Krauser-Kreidler). In de TT van Assen werd Tormo in de 125cc-race vijfde en in de 50cc-race na een slechte start derde. In de 125cc-GP van België won Tormo voor Eugenio Lazzarini (Garelli) en teamgenoot Bianchi. In de 125cc-race van de Joegoslavische Grand Prix kwam Tormo ten val, maar in de 50cc-race werd hij na weer een slechte start derde. In de Britse Grand Prix werd Tormo met de Sanvenero tweede, achter Ángel Nieto (Garelli) en voor Bianchi. Zowel in de 125cc-GP van Zweden (val door een vastloper) als de Finse GP viel Tormo uit. In de 125cc-GP van Tsjecho-Slowakije finishte hij als derde. Het 125cc-seizoen was hiermee ten einde. Tormo sloot het met een vijfde plaats in de eindstand af, met één punt minder dan Bianchi. Tijdens de GP van San Marino werd weer een 50cc-race verreden, maar Tormo kon zich niet eens kwalifiseren bij gebrek aan een monteur, waar hij Tsjecho-Slowakije ruzie mee had gekregen. Tormo bood bij Garelli aan om met de reservemotor van Lazzarini te starten om het team steun te verlenen, maar dat werd afgewezen. Na deze race was Stefan Dörflinger (Krauser-Kreidler) zeker van zijn wereldtitel. In de laatste Grand Prix, de GP van Duitsland, werd Tormo vierde. Ook in de eindstand werd hij vierde.

### 1983: MBA en Garelli
Voor het seizoen 1983 werd het Sanvenero-team opgeheven. Het onsuccesvolle 500cc-project werd gestaakt en er was nog maar één: Pier Paolo Bianchi die met een overjarige machine aan de start kwam. Ricardo Tormo koos voor een 125cc-productieracer van MBA, dat officieel niet meer als fabriek deelnam, maar hem wel wat extra ondersteuning bood. Tormo's seizoen begon voortvarend, met een overwinning in de Grand Prix van Frankrijk, maar het zou getekend worden door tegenslag. Hij scoorde een vierde plaats in de Nations Grand Prix, maar hij viel uit in de Duitse Grand Prix en werd slechts tiende in de Spaanse GP. Tijdens de Grand Prix van Oostenrijk werden Tormo en Hugo Vignetti gediskwalificeerd omdat ze te laat voor de verplichte opwarmronden verschenen. Ángel Nieto organiseerde daarop een rijdersstaking, waarna ze toch werden toegelaten, maar 's avonds boog de internationale jury zich over de zaak en werden ze alsnog uit de uitslag geschrapt. Ook in de GP van Joegoslavië viel hij uit. Eugenio Lazzarini, 50cc-fabrieksrijder voor Garelli, brak tijdens de trainingen een rib. Daarop vroeg men Tormo om de 50cc-machine te rijden, maar door een misrekening van de hoeveelheid benzine viel hij tijdens de race stil. Tijdens de TT van Assen was Lazzarini weer fit, maar Tormo behield zijn Garelli. Hij werd er derde mee. In de 125cc-race hadden zowel Lazzarini als Tormo een slechte start. Ángel Nieto reed met gemak aan de leiding, maar hield de zaak op om Lazzarini op de tweede plaats te krijgen, niet wetend van diens slechte start. Toen Tormo met zijn MBA achter hem verscheen, vond hij dat ook goed. Tormo was geen bedreiging in het kampioenschap en kon Bruno Kneubühler achter zich houden. Die was met zijn door HuVo getunede MBA wel een bedreiging voor Nieto. Tormo verklaarde later dat hij ook Nieto had kunnen inhalen, maar dat niet gedaan had om zijn nieuwe 50cc-contract met Garelli niet in gevaar te brengen. In de 125cc-race van de Belgische Grand Prix werd Tormo derde. In de 125cc-race van de Britse GP viel hij uit door een vastloper. Ook in de 125cc-race van de GP van San Marino viel Tormo uit door een vastloper, maar in de 50cc-klasse won hij met de Garelli zijn laatste race. In de 125cc-klasse sloot hij het seizoen af als vijfde, in de 50cc-klasse als zevende.

### 1984: Derbi en einde carrière
In het seizoen 1984 werd de 50cc-klasse vervangen door de 80cc-klasse. Dit kwam tegemoet aan de merken uit Duitsland, waar in 1980 een nieuwe rijbewijscategorie was ingevoerd, het 80cc-"Leichtkraftrad". Daarvan profiteerden Kreidler, Zündapp en het aan Zündapp gelieerde Spaanse merk Casal. Maar ook het Spaanse Derbi bracht een 80cc-racer uit met Ricardo Tormo als rijder. In April reed hij de GP des Nations, waar hij door een defecte zuiger uitviel. Voor de Spaanse Grand Prix wilde het Derbi-team nog een aantal tests uitvoeren, maar de twee enige officiële circuits waren al volgeboekt. Daarom besloot men die trainingen te doen in de buurt van de fabriek, op een industrieterrein in Martorelles. Personeel en teamleden zetten - zoals ze al vaker hadden gedaan - een deel af, maar toen Tormo een nieuwe raceoverall testte was er toch een auto het terrein op gereden. Tormo raakte de auto met ongeveer 170 km/uur en verbrijzelde zijn been. Het betekende het einde van zijn carrière en het begin van een grote reeks operaties. 
In 1994 ontving hij de hoogste onderscheiding van Valencia, de Grote Onderscheiding van de Valenciaanse Gemeenschap. Samen met de journalist Paco Desamparados publiceerde hij zijn autobiografie met als titel "Yo Ricardo. Una vida por y para la moto". (Ik ben Ricardo. Een leven van en voor motoren). 

## Overlijden
Op 27 december 1998 overleed Tormo aan leukemie, waar hij al jaren tegen vocht. Ter ere van hem werd het circuit van Valencia 
omgedoopt tot "Circuit de la Comunitat Valenciana Ricardo Tormo".

## Wereldkampioenschap wegrace resultaten
(Races in vet zijn polepositions; races in cursief geven de snelste ronde aan, punten (tussen haakjes) zijn inclusief streepresultaten)
| Jaar | Klasse | Motorfiets        | 1       | 2       | 3       | 4       | 5       | 6       | 7       | 8       | 9       | 10      | 11      | 12      | 13                      | 14      | Punten                                 | Plaats                                       | Wereldkampioen                      |
| ---- | ------ | ----------------- | ------- | ------- | ------- | ------- | ------- | ------- | ------- | ------- | ------- | ------- | ------- | ------- | ----------------------- | ------- | -------------------------------------- | -------------------------------------------- | ----------------------------------- |
| 1973 | 50 cc  | Derbi             |         |         | DUI -   | NAT -   |         | JOE -   | NED -   | BEL -   |         | ZWE -   |         | SPA 10e |                         |         | 1                                      | 28e                                          | Jan de Vries, Van Veen-Kreidler     |
| 1975 | 50 cc  | Kreidler          |         | SPA 12e |         | DUI -   | NAT -   |         | NED -   | BEL -   | ZWE -   | FIN -   |         | JOE -   | 0                       | -       | Ángel Nieto, Van Veen-Kreidler         |                                              |                                     |
| 1976 | 50 cc  | Kreidler          | FRA -   |         | NAT -   | JOE -   |         | NED -   | BEL -   | ZWE -   | FIN -   |         | DUI -   | SPA 6e  | 5                       | 19e     | Ángel Nieto, Bultaco                   |                                              |                                     |
| 1977 | 50 cc  | Bultaco           |         |         | DUI 11e | NAT 2e  | SPA 3e  |         | JOE 2e  | NED 2e  | BEL 4e  | ZWE 1e  |         |         |                         |         | 69                                     | 3e                                           | Ángel Nieto, Bultaco                |
| 1977 | 125 cc | Bultaco           | VEN -   | OOS -   | DUI -   | NAT -   | SPA -   | FRA -   | JOE -   | NED -   | BEL -   | ZWE DNF | FIN -   |         | GBR -                   | 0       | -                                      | Pier Paolo Bianchi, Morbidelli               |                                     |
| 1978 | 50 cc  | Bultaco           |         | SPA 2e  |         |         |         | NAT 1e  | NED 2e  | BEL 1e  |         |         | DUI 1e  | TSL 1e  | JOE 1e                  | 99      | 1e                                     | Ricardo Tormo, Bultaco                       |                                     |
| 1978 | 125 cc | Bultaco           | VEN -   | SPA -   | OOS 10e | FRA DNF | NAT -   | NED -   | BEL -   | ZWE -   | FIN -   | GBR -   | DUI -   |         | JOE -                   | 1       | 30e                                    | Eugenio Lazzarini, MBA                       |                                     |
| 1979 | 50 cc  | Bultaco           |         |         | DUI DNF | NAT DNS | SPA DNS | JOE 5e  | NED DNF | BEL DNS |         |         |         |         | FRA DNF                 | 6       | 17e                                    | Eugenio Lazzarini, Van Veen-Kreidler         |                                     |
| 1979 | 125 cc | Bultaco           | VEN -   | OOS -   | DUI DNF | NAT -   | SPA DNS | JOE DNF | NED 2e  | BEL DNS | ZWE DNF | FIN 1e  | GBR 12e | TSL DNF | FRA 2e                  | 39      | 7e                                     | Ángel Nieto, Minarelli                       |                                     |
| 1980 | 50 cc  | Van Veen-Kreidler | NAT DNF | SPA 5e  |         | JOE 1e  | NED 1e  | BEL DNF |         |         |         | DUI DNF |         |         |                         | 36      | 4e                                     | Eugenio Lazzarini, Iprem-Kreidler            |                                     |
| 1980 | 125 cc | MBA               | NAT -   | SPA 5e  | FRA -   | JOE DNF | NED 6e  | BEL 9e  | FIN -   | GBR -   | TSL -   | DUI DNF | 13      | 12e     | Pier Paolo Bianchi, MBA |         |                                        |                                              |                                     |
| 1981 | 50 cc  | Bultaco           |         |         | DUI DNF | NAT 1e  |         | SPA 1e  | JOE 1e  | NED 1e  | BEL 1e  | SMR 1e  |         |         |                         | TSL -   | 90                                     | 1e                                           | Ricardo Tormo, Bultaco              |
| 1981 | 125 cc | Sanvenero         | ARG 12e | OOS -   | DUI DNF | NAT -   | FRA -   | SPA -   | JOE -   | NED 8e  | BEL -   | SMR 4e  | GBR 9e  | FIN 4e  | ZWE 1e                  | TSL -   | 36                                     | 8e                                           | Ángel Nieto, Minarelli              |
| 1981 | 250 cc | Bartol            | ARG -   |         | DUI -   | NAT -   | FRA -   | SPA -   |         | NED -   | BEL -   | SMR -   | GBR -   | FIN DNF | ZWE -                   | TSL -   | 0                                      | -                                            | Toni Mang, Kawasaki KR 250          |
| 1982 | 50 cc  | Bultaco           |         |         |         | SPA DNF | NAT 2e  | NED 3e  |         | JOE 3e  |         |         |         |         | SMR DNS                 | DUI 4e  | 69                                     | 2e                                           | Stefan Dörflinger, Krauser-Kreidler |
| 1982 | 125 cc | Sanvenero         | ARG 2e  | OOS DNF | FRA DNS | SPA 8e  | NAT DNF | NED 5e  | BEL 1e  | JOE DNF | GBR 2e  | ZWE DNF | FIN DNF | TSL 3e  |                         |         | 58                                     | 5e                                           | Ángel Nieto, Garelli                |
| 1982 | 250 cc | Bartol            |         |         | FRA -   | SPA -   | NAT -   | NED -   | BEL -   | JOE -   | GBR -   | ZWE -   | FIN -   | TSL -   | SMR -                   | DUI DNF | 0                                      | -                                            | Jean-Louis Tournadre, Yamaha        |
| 1983 | 50 cc  | Garelli           |         | FRA -   | NAT -   | DUI -   | SPA -   |         | JOE DNF | NED 3e  |         |         |         | SMR 1e  |                         | 25      | 7e                                     | Stefan Dörflinger, Kreidler/Krauser-Kreidler |                                     |
| 1983 | 125 cc | MBA               |         | FRA 1e  | NAT 4e  | DUI DNF | SPA 10e | OOS DSQ | JOE DNF | NED 2e  | BEL 3e  | GBR DNF | ZWE 5e  | SMR DNF | 32                      | 5e      | Ángel Nieto, Garelli                   |                                              |                                     |
| 1984 | 80 cc  | Derbi             |         | NAT DNF | SPA -   | OOS -   | DUI -   |         | JOE -   | NED -   | BEL -   |         |         | SMR -   | 0                       | -       | Stefan Dörflinger, Krauser-LCR-Zündapp |                                              |                                     |